# Léguéma
Léguéma est une commune rurale du département de Bobo-Dioulasso de la province du Houet dans la région du Hauts-Bassins au Burkina Faso.

## Géographie
Léguéma est située dans le 3e arrondissement du département de Bobo-Dioulasso, à 15 km du centre de Bobo-Dioulasso.

## Démographie
| 2003 | 2006  | 2012 |
| ---- | ----- | ---- |
| -    | 5 349 | -    |

En 2006, sur les 5 349 habitants du village – regroupés en 956 ménages – 50,59 % étaient des femmes, près 47 % avaient moins de 14 ans, 50 % entre 15 et 64 ans et environ 3 % plus de 65 ans. La commune est peuplée majoritairement par les Bobos, une ethnie du sud du Burkina Faso.

## Éducation et santé
La commune de Léguéma accueille un centre de santé et de promotion sociale (CSPS) tandis que le centre médical avec antenne chirurgicale (CMA) le plus proche se trouve dans l'arrondissement de Dafra à Bobo-Dioulasso.

## Culture
Le danseur et chorégraphe Salia Sanou est né en 1969 dans le village.